# زغبة فأرية الذيل
الزغبة الفأرية الذيل (الاسم العلمي: Myomimus) (بالإنجليزية: Garden Dormouse)‏ هي جنس من الحيوانات تتبع الفصيلة الزغبات من رتبة القوارض.

## أنواع الزغبة الفأرية الذيل
- زغبة مقنعة
- زغبة روتشية
- زغبة ستزرية